# سد داریان
سد داریان، سدی خاکی با هسته رسی بر روی رودخانه سیروان است که در مجاورت روستای داریان از توابع شهرستان پاوه و ۲۵ کیلومتری شمال غرب شهر پاوه در استان کرمانشاه قرار دارد. تاج سد داریان در استان کرمانشاه و بخشی از مخزن آن در استان کردستان قرار می‌گیرد. رود سیروان از به هم پیوستن دو رودخانه قشلاق و گاوه رود شکل می‌گیرد.
حجم مخزن سد داریان ۳۳۸ میلیون متر مکعب است و بین سال‌های ۱۳۸۸ تا ۱۳۹۴ ساخته شد و ۱۵۵ متر ارتفاع دارد. دو شاخه از رودخانه سیروان قبل از رسیدن به این سد به هم می‌پیوندند در شاخه رودخانه هه‌ورامانت آب دریاچه سد تا نزدیکی روستای سلین می‌رسد. شاخه دیگر این رود از طرف منطقه ژاوه رود می‌آید و در نزدیکی روستای اسپریز، وارد شاخه دیگر آن می‌شود. این سد دی‌ماه سال ۱۳۹۳ آماده آبگیری بود اما برای انجام عملیات نجات بخشی چشمه بل که در کف دریاچه سد قرار داشت آبگیری به تعویق افتاد. هدف از ساخت سد داریان بهره‌برداری از منابع آب رودخانه سیروان به منظور تولید انرژی برقابی به میزان متوسط سالیانه ۵۵۰ میلیون کیلووات ساعت برق از طریق جاری نمودن آب به سمت عراق و انتقال بخشی از آب با تونل نوسود  برای کشاورزی در شهرستان پاوه، دشت ازگله، سرپل ذهاب و سومار است. تونل نوسود با ۴۸ کیلومتر طول در در پایین دست سد داریان و متصل به مخزن سد تنظیمی هیرویی ساخته شده است.
و در کل این سد در منطقه حفاظتی شهرستان زیبای پاوه قرار دارد و بخشی از منابع آبی این منطقه و مردمش است .

### کاهش حجم آب دریاچه سد
طرح سد داریان در مطالعات نخستین با حجم مخزن یک میلیارد متر مکعب طراحی شده بود ولی به منظور حفظ روستای هجیج، احترام به عقاید دینی مردم و حفظ آثار تاریخی منطقه به ویژه امامزاده عبیدالله هجیج ارتفاع سد داریان ۵۰ متر کاهش داده شد. اینکار در کنار فواید، مشکلاتی نیز ایجاد کرد و درحالی که حجم مخزن سدهای کشور عراق بر روی رودخانه سیروان برابر ۵۰۷۱ میلیون متر مکعب بوده (و این بدون محاسبه سد انحرافی دیاله می‌باشد) در طرف ایران تنها دو سد گاران و داریان با مجموع حجم مخزن ۴۲۶ میلیون متر مکعب احداث شده است و علی‌رغم اینکه اکثر آورد آب از داخل مرز ایران بوده ولی میزان استفاده مناطق پایین دست از آب این رود به واسطه سدهای مخزنی و انحرافی بزرگ، بیشتر بوده است. از مشکلات دیگر به وجود آمده کاهش رهاسازی آب رود سیروان در فصول گرم سال به سمت عراق به دلیل نداشتن ذخیره کافی در سد داریان و افزایش نیاز آبی در داخل ایران است.

### کیفیت آب
یکی از مشکلات بزرگ دریاچه این سد، کاهش کیفیت به دلیل رشد جلبک‌ها بوده است که استفاده از آب آن برای شرب و بسیاری از مصارف دیگر را غیرممکن می‌کند. دلیل عمده آن این است که روخانه سیروان و به خصوص شاخه ژاوه بستر فاضلاب شهر سنندج و تعداد زیادی از روستاهای در مسیر است.

### کاوش آثار باستانی محدوده سد
یک سال پیش از شروع آبگیری سد به‌منظور نجات آثار باستانی موجود در منطقه چند تیم باستان‌شناسی از پژوهشکده باستان‌شناسی و میراث فرهنگی تحت نظر فریدون بیگلری کاوش‌های باستان‌شناسی در محدوده سد داریان را در اطراف روستاهای هجیج، ناو، اسپریز، روآر و هواس آوا انجام دادند. این کاوشها اطلاعات جدیدی از پیش از تاریخ و اوایل دوران تاریخی در منطقه کم شناخته شده هورامان (اورامان) ارایه کرد. آثار یافت شده شامل ابزارهای سنگی، استخوان حیوانات شکار شده و بقایای اجاق است که مربوط به دوره‌های پارینه‌سنگی میانی، پارینه‌سنگی جدید و فراپارینه‌سنگی است.

### نگارخانه

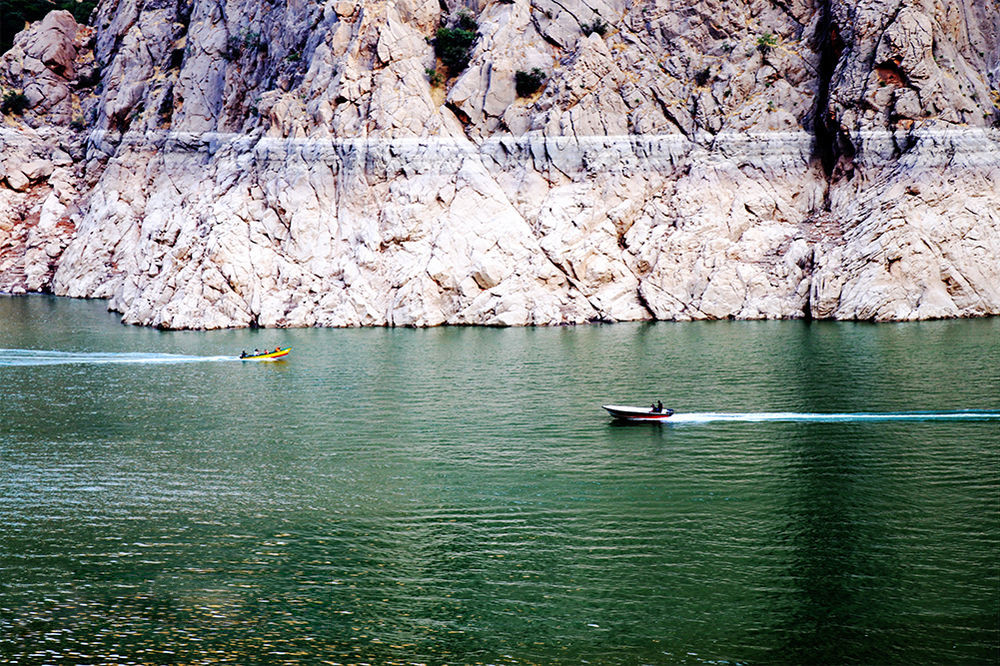
قایق‌رانی و گردشگری در دریاچه داریان
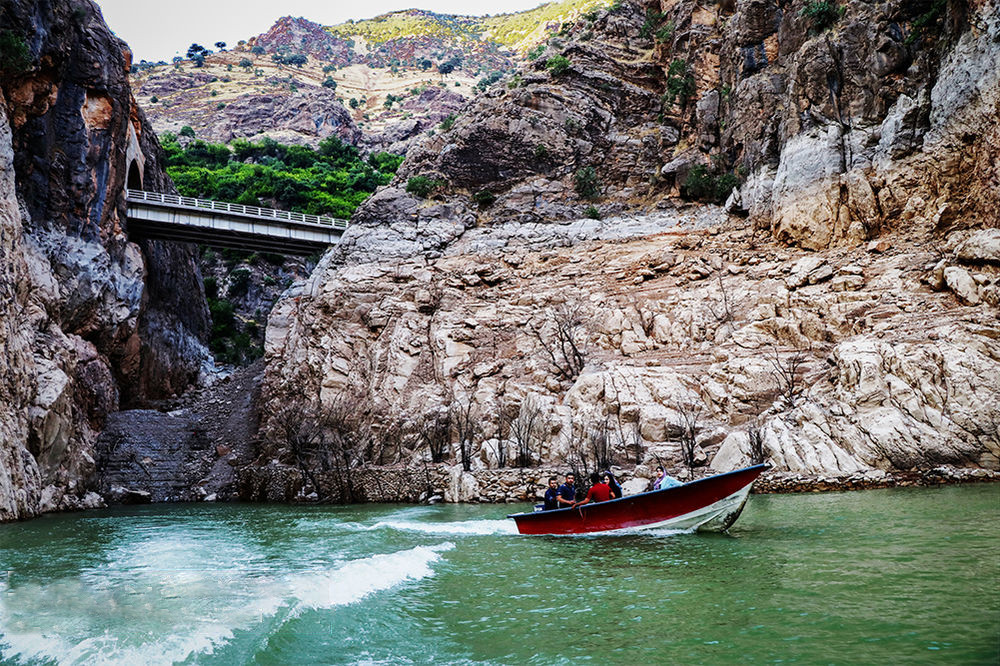
دریاچه و جاده کنار گذر دریاچه سد داریان.
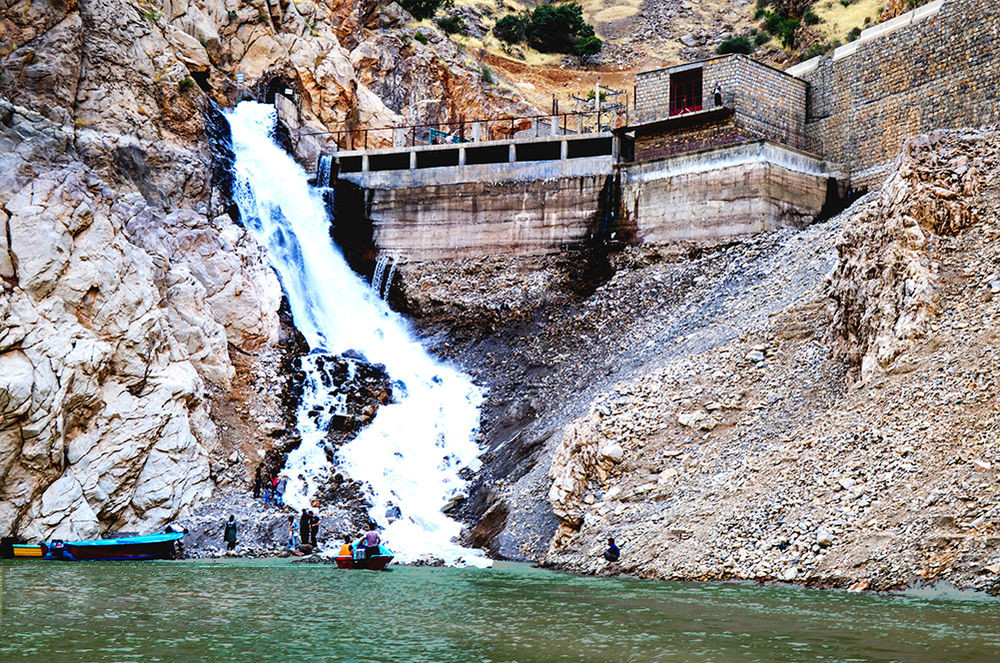
محل جدید خروجی چشمه بل
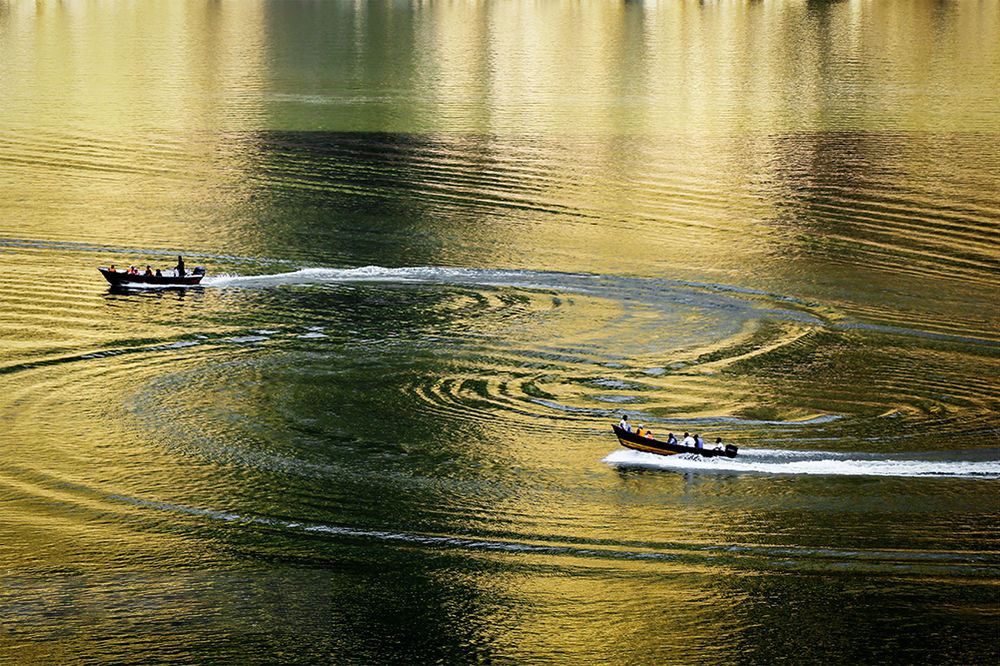